# حي عياط
حي عياط هو حي يقع تحت المدار السياحي لمدينة بني ملال في المغرب. يعتبر من الأحياء الشعبية القديمة لمدينة بني ملال، ويبعد حوالي نصف كيلومتر على جامعة موحا وحمو. يزخر هدا الحي بمآثره التاريخية، منها "مسجد علي بن أبي طالب"،
كما يوجد به أكبر خزان مائي في مدينة بني ملال.